# Gran Premio de Macao de 2019
El Gran Premio de Macao de 2019 (oficialmente Suncity Group 66th Macau Grand Prix – FIA Formula 3 World Cup) fue la sexagésima de esta competencia y la trigésima séptima con el reglamento de Fórmula 3, que se disputó del 14 al 17 de noviembre en el circuito da Guia, Macao.
La edición de la Copa Mundial de F3 de la FIA utilizó 30 monoplazas Dallara F3 2019 divididos en 10 equipos, configuración principal de la categoría del campeonato de Fórmula 3 de la FIA. También se disputan carreras de soporte de GT (Copa Mundial de GT de la FIA), WTCR, motociclismo, Copa de Turismos de Macao y Copa de GT de Macao.
Este año, se han realizado pequeños cambios en las protecciones del circuito por motivos de seguridad.

## Participantes
Todos los participantes compitieron con el Dallara F3 2019-Mecachrome.
| Escudería                     | N.º | Piloto              |
| ----------------------------- | --- | ------------------- |
| SJM Prema Theodore Racing     | 2   | Marcus Armstrong    |
| SJM Prema Theodore Racing     | 3   | Frederik Vesti      |
| SJM Prema Theodore Racing     | 5   | Robert Shwartzman   |
| Hitech Grand Prix             | 6   | Jüri Vips           |
| Hitech Grand Prix             | 7   | Max Fewtrell        |
| Hitech Grand Prix             | 8   | Yuki Tsunoda        |
| ART Grand Prix                | 9   | Christian Lundgaard |
| ART Grand Prix                | 10  | Ferdinand Habsburg  |
| ART Grand Prix                | 11  | Sebastián Fernández |
| Trident Motorsport            | 12  | Olli Caldwell       |
| Trident Motorsport            | 14  | David Beckmann      |
| Trident Motorsport            | 15  | Alessio Lorandi     |
| HWA RACELAB                   | 16  | Jake Hughes         |
| HWA RACELAB                   | 17  | Keyvan Andres       |
| HWA RACELAB                   | 18  | Sophia Flörsch      |
| MP Motorsport                 | 19  | Lukas Dunner        |
| MP Motorsport                 | 20  | Liam Lawson         |
| MP Motorsport                 | 21  | Richard Verschoor   |
| Jenzer Motorsport             | 22  | Arjun Maini         |
| Jenzer Motorsport             | 23  | Hon Chio Leong      |
| Jenzer Motorsport             | 24  | Andreas Estner      |
| Sauber Junior Team by Charouz | 25  | Callum Ilott        |
| Sauber Junior Team by Charouz | 26  | David Schumacher    |
| Sauber Junior Team by Charouz | 27  | Enzo Fittipaldi     |
| Carlin Buzz Racing            | 28  | Logan Sargeant      |
| Carlin Buzz Racing            | 29  | Felipe Drugovich    |
| Carlin Buzz Racing            | 30  | Dan Ticktum         |
| Campos Racing                 | 31  | Alessio Deledda     |
| Campos Racing                 | 32  | Enaam Ahmed         |
| Campos Racing                 | 33  | Leonardo Pulcini    |
| Fuente:                       |     |                     |

## Resultados

### Clasificación

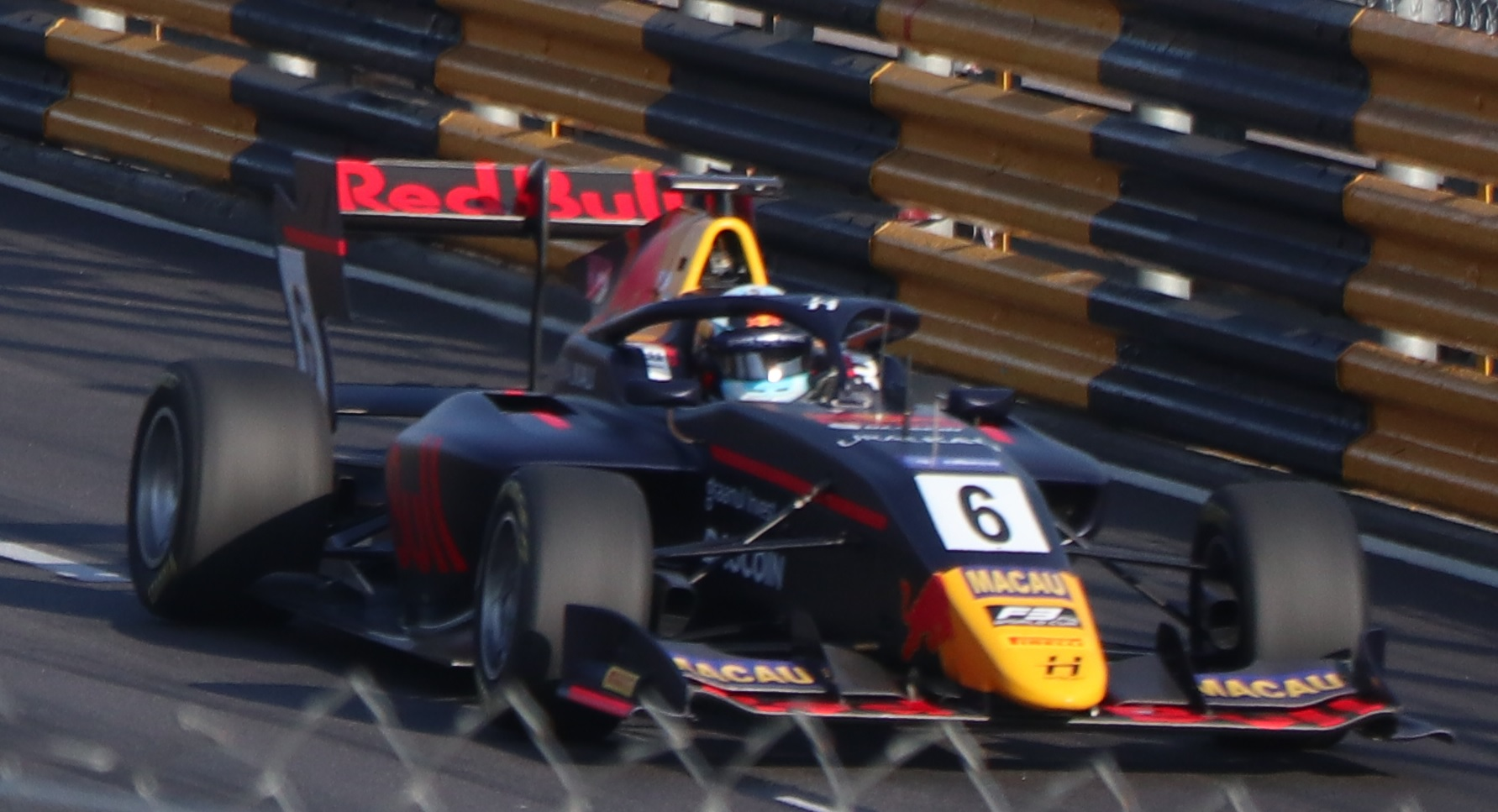
Jüri Vips logró la pole.

| Pos.    | N.º | Piloto              | Equipo                        | Parte 1  | Parte 2  | Diferencia | Parrilla |
| ------- | --- | ------------------- | ----------------------------- | -------- | -------- | ---------- | -------- |
| 1       | 6   | Jüri Vips           | Hitech Grand Prix             | 2:06.943 | 2:04.997 | —          | 1        |
| 2       | 5   | Robert Shwartzman   | SJM Prema Theodore Racing     | 2:08.083 | 2:05.376 | +0.379     | 2        |
| 3       | 25  | Callum Ilott        | Sauber Junior Team by Charouz | 2:07.781 | 2:05.580 | +0.583     | 3        |
| 4       | 9   | Christian Lundgaard | ART Grand Prix                | 2:08.250 | 2:05.669 | +0.672     | 4        |
| 5       | 21  | Richard Verschoor   | MP Motorsport                 | 2:08.578 | 2:05.723 | +0.726     | 5        |
| 6       | 16  | Jake Hughes         | HWA Racelab                   | 2:06.793 | 2:05.774 | +0.777     | 6        |
| 7       | 3   | Frederik Vesti      | SJM Prema Theodore Racing     | 2:07.903 | 2:05.776 | +0.779     | 7        |
| 8       | 22  | Arjun Maini         | Jenzer Motorsport             | 2:08.644 | 2:05.814 | +0.817     | 8        |
| 9       | 2   | Marcus Armstrong    | SJM Prema Theodore Racing     | 2:07.285 | 2:05.955 | +0.958     | 9        |
| 10      | 28  | Logan Sargeant      | Carlin Buzz Racing            | 2:07.412 | 2:06.043 | +1.046     | 10       |
| 11      | 10  | Ferdinand Habsburg  | ART Grand Prix                | 2:09.490 | 2:06.209 | +1.212     | 11       |
| 12      | 7   | Max Fewtrell        | Hitech Grand Prix             | 2:16.536 | 2:06.368 | +1.371     | 12       |
| 13      | 30  | Dan Ticktum         | Carlin Buzz Racing            | 2:07.600 | 2:06.406 | +1.409     | 13       |
| 14      | 15  | Alessio Lorandi     | Trident Motorsport            | 2:08.357 | 2:06.428 | +1.431     | 14       |
| 15      | 20  | Liam Lawson         | MP Motorsport                 | 2:09.296 | 2:06.455 | +1.458     | 15       |
| 16      | 29  | Felipe Drugovich    | Carlin Buzz Racing            | 2:08.487 | 2:06.637 | +1.640     | 16       |
| 17      | 12  | Olli Caldwell       | Trident Motorsport            | 2:12.105 | 2:06.641 | +1.644     | 17       |
| 18      | 11  | Sebastián Fernández | ART Grand Prix                | 2:09.052 | 2:06.717 | +1.720     | 18       |
| 19      | 14  | David Beckmann      | Trident Motorsport            | 2:06.844 | 2:08.273 | +1.847     | 19       |
| 20      | 32  | Enaam Ahmed         | Campos Racing                 | 2:09.211 | 2:07.146 | +2.149     | 20       |
| 21      | 8   | Yuki Tsunoda        | Hitech Grand Prix             | –        | 2:07.307 | +2.310     | 21       |
| 22      | 17  | Keyvan Andres       | HWA Racelab                   | 2:09.660 | 2:07.579 | +2.582     | 22       |
| 23      | 26  | David Schumacher    | Sauber Junior Team by Charouz | 2:10.381 | 2:07.587 | +2.590     | 23       |
| 24      | 19  | Lukas Dunner        | MP Motorsport                 | 2:11.129 | 2:07.892 | +2.895     | 24       |
| 25      | 33  | Leonardo Pulcini    | Campos Racing                 | 2:08.287 | 2:10.001 | +3.290     | 25       |
| 26      | 24  | Andreas Estner      | Jenzer Motorsport             | 2:11.006 | 2:08.651 | +3.654     | 26       |
| 27      | 18  | Sophia Flörsch      | HWA Racelab                   | 2:10.889 | 2:09.259 | +4.262     | 27       |
| 28      | 23  | Hon Chio Leong      | Jenzer Motorsport             | 2:09.918 | 2:09.568 | +4.571     | 28       |
| 29      | 31  | Alessio Deledda     | Campos Racing                 | 2:12.991 | 2:10.114 | +5.117     | 29       |
| 30      | 27  | Enzo Fittipaldi     | Sauber Junior Team by Charouz | 2:10.894 | 2:10.124 | +5.127     | 30       |
| Fuente: |     |                     |                               |          |          |            |          |

### Carrera clasificatoria
| Pos.    | N.º | Piloto              | Equipo                        | Vueltas | Tiempo/Retirado | Parrilla |
| ------- | --- | ------------------- | ----------------------------- | ------- | --------------- | -------- |
| 1       | 6   | Jüri Vips           | Hitech Grand Prix             | 10      | 25:09.190       | 1        |
| 2       | 5   | Robert Shwartzman   | SJM Prema Theodore Racing     | 10      | +1.549          | 2        |
| 3       | 9   | Christian Lundgaard | ART Grand Prix                | 10      | +5.625          | 4        |
| 4       | 21  | Richard Verschoor   | MP Motorsport                 | 10      | +7.402          | 5        |
| 5       | 25  | Callum Ilott        | Sauber Junior Team by Charouz | 10      | +10.767         | 3        |
| 6       | 28  | Logan Sargeant      | Carlin Buzz Racing            | 10      | +11.216         | 10       |
| 7       | 15  | Alessio Lorandi     | Trident Motorsport            | 10      | +11.900         | 14       |
| 8       | 10  | Ferdinand Habsburg  | ART Grand Prix                | 10      | +13.200         | 11       |
| 9       | 14  | David Beckmann      | Trident Motorsport            | 10      | +20.006         | 19       |
| 10      | 33  | Leonardo Pulcini    | Campos Racing                 | 10      | +25.551         | 25       |
| 11      | 17  | Keyvan Andres       | HWA Racelab                   | 10      | +26.416         | 22       |
| 12      | 19  | Lukas Dunner        | MP Motorsport                 | 10      | +28.233         | 24       |
| 13      | 23  | Hon Chio Leong      | Jenzer Motorsport             | 10      | +32.905         | 28       |
| 14      | 27  | Enzo Fittipaldi     | Sauber Junior Team by Charouz | 10      | +33.676         | 30       |
| 15      | 11  | Sebastián Fernández | ART Grand Prix                | 10      | +34.261         | 18       |
| 16      | 8   | Yuki Tsunoda        | Hitech Grand Prix             | 10      | +34.698         | 21       |
| 17      | 2   | Marcus Armstrong    | SJM Prema Theodore Racing     | 10      | +35.403         | 9        |
| 18      | 3   | Frederik Vesti      | SJM Prema Theodore Racing     | 10      | +35.653         | 7        |
| 19      | 24  | Andreas Estner      | Jenzer Motorsport             | 10      | +36.687         | 26       |
| 20      | 20  | Liam Lawson         | MP Motorsport                 | 10      | +37.151         | 15       |
| 21      | 18  | Sophia Flörsch      | HWA Racelab                   | 10      | +38.158         | 27       |
| 22      | 7   | Max Fewtrell        | Hitech Grand Prix             | 10      | +38.634         | 12       |
| 23      | 12  | Olli Caldwell       | Trident Motorsport            | 10      | +39.338         | 17       |
| 24      | 31  | Alessio Deledda     | Campos Racing                 | 10      | +58.920         | 29       |
| 25      | 26  | David Schumacher    | Sauber Junior Team by Charouz | 10      | +1:37.059       | 23       |
| Ret     | 30  | Dan Ticktum         | Carlin Buzz Racing            | 8       | Accidente       | 13       |
| Ret     | 29  | Felipe Drugovich    | Carlin Buzz Racing            | 8       | Accidente       | 16       |
| Ret     | 16  | Jake Hughes         | HWA Racelab                   | 0       | Accidente       | 6        |
| Ret     | 22  | Arjun Maini         | Jenzer Motorsport             | 0       | Accidente       | 8        |
| Ret     | 32  | Enaam Ahmed         | Campos Racing                 | 0       | Accidente       | 20       |
| Fuente: |     |                     |                               |         |                 |          |

### Carrera

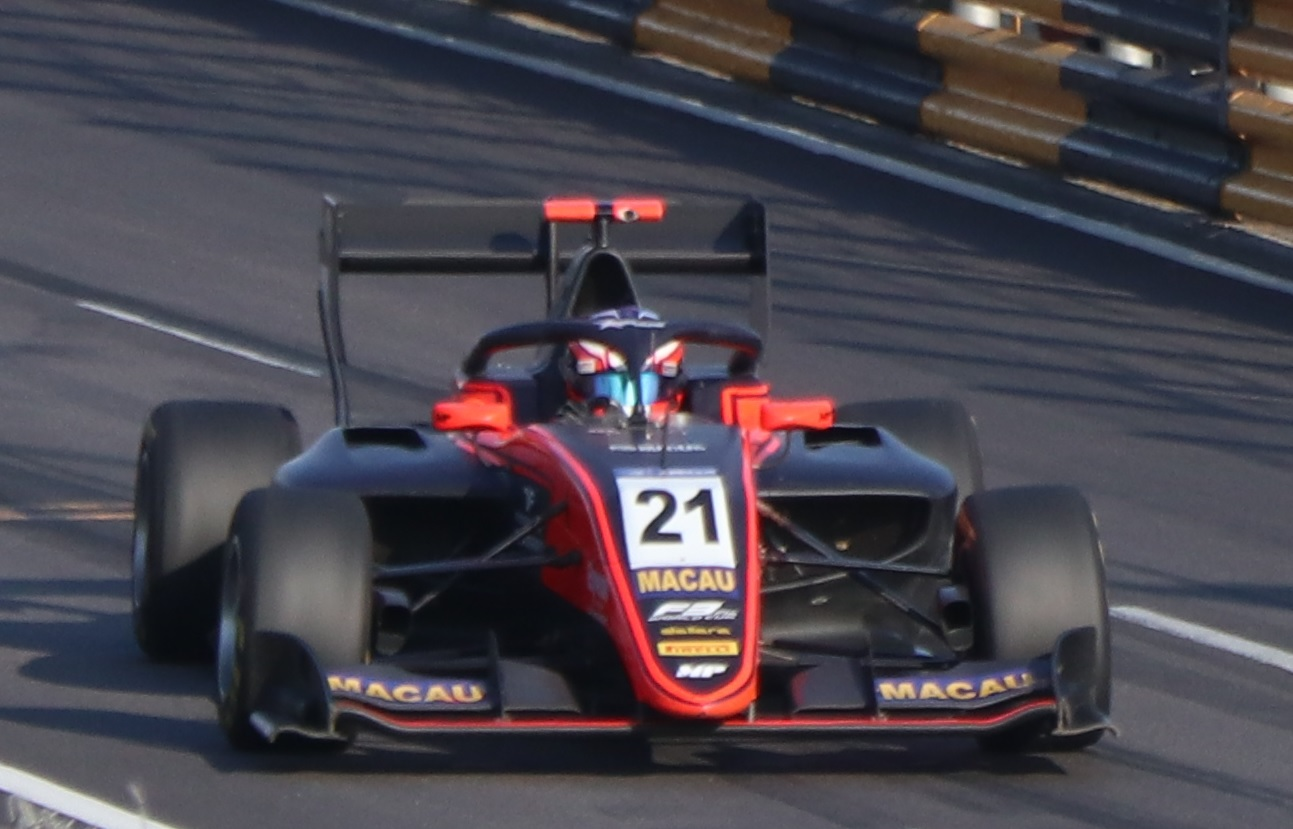
Richard Verschoor fue el ganador de esta edición.

| Pos.    | N.º | Piloto              | Equipo                        | Vueltas | Tiempo/Retirado | Parrilla |
| ------- | --- | ------------------- | ----------------------------- | ------- | --------------- | -------- |
| 1       | 21  | Richard Verschoor   | MP Motorsport                 | 15      | 38:10.330       | 4        |
| 2       | 6   | Jüri Vips           | Hitech Grand Prix             | 15      | +0.792          | 1        |
| 3       | 28  | Logan Sargeant      | Carlin Buzz Racing            | 15      | +1.540          | 6        |
| 4       | 9   | Christian Lundgaard | ART Grand Prix                | 15      | +2.241          | 3        |
| 5       | 15  | Alessio Lorandi     | Trident Motorsport            | 15      | +5.020          | 7        |
| 6       | 25  | Callum Ilott        | Sauber Junior Team by Charouz | 15      | +5.922          | 5        |
| 7       | 20  | Liam Lawson         | MP Motorsport                 | 15      | +8.954          | 20       |
| 8       | 2   | Marcus Armstrong    | SJM Prema Theodore Racing     | 15      | +9.365          | 17       |
| 9       | 14  | David Beckmann      | Trident Motorsport            | 15      | +13.239         | 9        |
| 10      | 3   | Frederik Vesti      | SJM Prema Theodore Racing     | 15      | +13.633         | 18       |
| 11      | 8   | Yuki Tsunoda        | Hitech Grand Prix             | 15      | +15.717         | 16       |
| 12      | 17  | Keyvan Andres       | HWA Racelab                   | 15      | +18.665         | 11       |
| 13      | 30  | Dan Ticktum         | Carlin Buzz Racing            | 15      | +19.230         | 26       |
| 14      | 19  | Lukas Dunner        | MP Motorsport                 | 15      | +20.498         | 12       |
| 15      | 11  | Sebastián Fernández | ART Grand Prix                | 15      | +21.705         | 15       |
| 16      | 27  | Enzo Fittipaldi     | Sauber Junior Team by Charouz | 15      | +26.174         | 14       |
| 17      | 16  | Jake Hughes         | HWA Racelab                   | 15      | +26.294         | 28       |
| 18      | 7   | Max Fewtrell        | Hitech Grand Prix             | 15      | +28.690         | 22       |
| 19      | 23  | Hon Chio Leong      | Jenzer Motorsport             | 15      | +33.792         | 13       |
| 20      | 24  | Andreas Estner      | Jenzer Motorsport             | 15      | +34.400         | 19       |
| 21      | 26  | David Schumacher    | Sauber Junior Team by Charouz | 15      | +35.894         | 25       |
| 22      | 32  | Enaam Ahmed         | Campos Racing                 | 15      | +36.521         | 30       |
| 23      | 22  | Arjun Maini         | Jenzer Motorsport             | 15      | +37.184         | 29       |
| 24      | 29  | Felipe Drugovich    | Carlin Buzz Racing            | 15      | +37.621         | 27       |
| 25      | 31  | Alessio Deledda     | Campos Racing                 | 15      | +53.135         | 24       |
| Ret     | 18  | Sophia Flörsch      | HWA Racelab                   | 8       | Mecánico        | 21       |
| Ret     | 10  | Ferdinand Habsburg  | ART Grand Prix                | 3       | Accidente       | 8        |
| Ret     | 33  | Leonardo Pulcini    | Campos Racing                 | 3       | Accidente       | 10       |
| Ret     | 12  | Olli Caldwell       | Trident Motorsport            | 3       | Suspensión      | 23       |
| Ret     | 5   | Robert Shwartzman   | SJM Prema Theodore Racing     | 0       | Accidente       | 2        |
| Fuente: |     |                     |                               |         |                 |          |

### Citas
1. ↑  «Latest-specification FIA Formula 3 cars to race on the iconic Guia Circuit». Fórmula 3 (en inglés). Formula Motorsport Limited. 4 de julio de 2019. Archivado desde el original el 30 de julio de 2019. Consultado el 30 de julio de 2019.
2. ↑  Benyon, Jack (12 de julio de 2019). «Macau GP could feature DRS for first time in 2019». Motorsport.com. Consultado el 30 de julio de 2019.
3. ↑  «Suncity Group Named Title Sponsor of the 66th Macau Grand Prix». Gran Premio de Macao (en inglés). 22 de mayo de 2019. Consultado el 30 de julio de 2019.
4. ↑  «2019 FIA FORMULA 3 WORLD CUP MACAU GRAND PRIX - 17th November 2019» (PDF). Federation Internationale de l'Automobile (en inglés). Consultado el 13 de noviembre de 2019.
5. ↑  Official Final Classification
6. ↑  Official Qualifying 1 Classification
7. ↑  Official Qualifying 2 Classification

- Datos: Q66004463
- Multimedia: 2019 Macau Grand Prix / Q66004463